# Impakt faktor
Impakt faktor (též impact factor, IF), impaktní faktor je scientometrický ukazatel průměrného počtu citací vědeckého časopisu. Impakt faktor je každý rok vyhodnocován americkým Institutem pro vědecké informace (ISI) pro vybraný okruh periodik označovaných jako impaktované časopisy a publikován ve Zprávě o časopisecké citovanosti.
Impakt faktor má velký vliv na způsob vědecké práce a její hodnocení. Užívání impakt faktoru představuje významný ukazatel kvantity a významný prostředek pro určení kvality publikací. Instituce impakt faktoru bývá zneužívána kvůli nízkému povědomí v závislosti na ideologickém a právním vývoji společnosti. Důraz na význam impakt faktoru směrem od západu do východních, a to zejména do postkomunistických zemí klesá jednak právě pro nízkou míru informovanosti a jednak pro tendenční zneužívání tohoto prostředku.[zdroj⁠?!] Roku 2013 se Akademie věd ČR připojila k Sanfranciské deklaraci (z roku 2012), která impakt faktor, který měl původně sloužit ke knihovnickému hodnocení časopisů, nedoporučuje nevhodně používat na hodnocení výzkumu.

## Způsob výpočtu
Impakt faktor se vypočítá na základě citovanosti všech prací v daném časopisu v průběhu dvou let. Například citační faktor časopisu pro rok 2005 se dá zjistit následovně:
- A = kolikrát byly články z daného časopisu publikované v letech 2003–2004 citovány jinými sledovanými časopisy v roce 2005
- B = kolik v něm celkem vyšlo v období 2003–2004 článků
- impakt faktor daného časopisu = A/B

Do jmenovatele tohoto zlomku se však nezapočítávají „speciální“ články jako novinky, komentáře nebo opravy (errata).

## Meze platnosti
Impakt faktor tedy označuje jen průměrný počet citací, kterého v daném období docílil průměrně citovaný článek v daném časopise. Tento údaj tedy v žádném případě nehovoří o tom, že daný konkrétní článek v daném časopise skutečně takové citovanosti dosáhl. Spíše opak bývá pravidlem, neboť statistické rozložení citací bývá vysoce asymetrické a většinu citací tvořívá malá část článků daného časopisu. Většina článků daného časopisu tedy zdaleka nedosahuje těchto hodnot. Původním účelem impakt faktoru také nebylo měřit kvalitu článků ani časopisů (a sám jejich tvůrce Eugene Garfield před takovýmto zneužíváním impakt faktorů varoval), nýbrž poskytnout statistický nástroj k určitému porovnávání citačních frekvencí. Za významně citovaný lze považovat takový článek, jehož citační frekvence je výrazně nad průměrem daného časopisu.
Obory se zvyklostmi tzv. „měkké vědy“ s velkým množstvím badatelů, vyšším počtem spoluautorů, velkým počtem obvykle uváděných citací a krátkým citačním poločasem mívají i řádově vyšší IF, než obory s opačnými vědeckými charakteristikami. Např. mnohé oblasti molekulární biologie nebo experimentální medicíny mají velmi vysoké hodnoty IF (např. 5–15), zatímco mnohé oblasti matematiky, teoretické informatiky nebo teoretické fyziky mají přirozený IF mnohem nižší (např. 0,5–1).[zdroj?] Častými propagátory užívání IF bývají proto zejména zástupci oborů s přirozeně vysokým IF, zatímco v oblastech jako matematika, informatika či společenské vědy je užívání IF mnohem okrajovější i spornější. Výjimek je však mnoho. Zcela zvláštní případ představují vědecké časopisy s převládajícím populárně-vědním charakterem (Nature, Science) a tudíž extrémním IF.
Před mechanickým porovnáváním hodnot IF coby „měřítka vědecké kvality“ v různých oblastech vědy je zapotřebí v každém případě důrazně varovat, zejména není-li prováděno scientometricky kompetentními vědci samotnými a s přihlédnutím k řadě dalších okolností. Analýzy ukazují, že uplatňování IF coby měřítka „kvality“ pro jednotlivé články, vědce nebo instituce postrádá vědecký základ. Problematika impact faktoru, jeho historie i současnosti, byla nejnověji (červen 2009) podrobena analýze ve specializovaném odborném časopisu Scientometrics. Tato práce kanadských badatelů ukazuje, že všechny stavební kameny IF byly a jsou konstruovány značně libovolně nebo k jiným účelům, než k jakým jsou užívány. Práce dospívá k drtivému závěru, že výsledkem je chybná metoda, navíc široce otevřená manipulacím ze strany editorů časopisů a velmi náchylná ke zneužití dalšími nekritickými uživateli.
Pokud publikovaný článek v názvu obsahuje spojovník (pomlčku), počítačové systémy vědeckých databází ho v seznamech citované literatury nemusí správně identifikovat a klesá tak jeho oficiální citovanost.

## Příklady impakt faktorů
Ze seznamu impakt faktorů vědeckých časopisů specializovaných či relevantních pro geovědy:
- Nature 44,96 k roku 2018[9]
- Science 29,16 k roku 2003[10]
- Geophysical Journal International 2,78 k roku 2018 [11]
- Studia Geophysica et Geodaetica 0,82 k roku 2018 (vydáváno AV ČR)[12]